# آلفا (میشیگان)
الفا، میشیگان (به انگلیسی: Alpha, Michigan) یک منطقهٔ مسکونی در ایالات متحده آمریکا است که در میشیگان واقع شده‌است.

## خصوصیات
الفا ۲٫۵۶ کیلومترمربع مساحت و ۱۴۵ نفر جمعیت دارد و ۴۳۴ متر بالاتر از سطح دریا واقع شده‌است.